# Dissociació induïda per col·lisió
La Dissociació induïda per col·lisió (en anglès, Collision-induced dissociation o CID, o Collisionally activated dissociation o CAD), és una tècnica d'espectrometria de masses per induir la fragmentació de molècules ionitzades en fase gas.
En aquest mode de fragmentació els ions són accelerats, normalment per un potencial elèctric que els confereix una elevada energia cinètica, i a continuació, se'ls fa col·lidir amb molècules neutres (sovint heli, nitrogen o argó). Durant la col·lisió part de l'energia cinètica es converteix en energia interna que sovint dona lloc al trencament d'un enllaç molecular i, conseqüentment, a la fragmentació de la molècula en fragments més petits. Aquests fragments llavors es poden analitzar mitjançant un espectròmetre de masses en tàndem.
La tècnica de dissociació induïda per col·lisió és utilitzada per diversos propòsits entre els quals cal destacar la determinació estructural i la seqüenciació de peptídica.

## Mecanismes de fragmentació

Fragmentació homilítica

La fragmentació homolítica és el trencament d'un enllaç químic en el qual cadascun dels fragments reté un dels electrons d'enllaç.

Fragmentació heterolítica

La fragmentació heterolítica fa referència a la ruptura d'un enllaç químic en el qual els electrons d'enllaç queden en un únic fragment.